# Caryonopera gabunalis
Caryonopera gabunalis är en fjärilsart som beskrevs av Holland 1894. Caryonopera gabunalis ingår i släktet Caryonopera och familjen nattflyn. Inga underarter finns listade i Catalogue of Life.